# Michael Forbes
 Michael Forbes  (nacido el 16 de julio de 1952 en Riverhead) es un político del estado Nueva York en los Estados Unidos de América. Fue republicano hasta el 17 de julio de 1999 y demócrata desde esa fecha. En 2013 fue ordenado diácono permanente en la Iglesia católica.

## Primeros años
Michael Patrick Forbes se graduó en la Universidad Estatal de Nueva York en Albany. Antes de postularse para el Congreso, trabajó como asistente para los republicanos Al D'Amato y Connie Mack. 

## Vida y carrera tempranas
Michael Patrick Forbes de Round Rock, Texas y Quogue, Long Island, nació el 16 de julio de 1952 en Riverhead, Long Island, Nueva York, hijo de Kenneth Forbes y Jane (de soltera Morrissey) Forbes. Es nieto de Carrie Bowman, una actriz de Broadway, y T. Harold Forbes, un actor y cantante y bailarín que se convirtió en un conocido editor de periódicos en New Rochelle y Long Island, Nueva York. Forbes se graduó en SUNY Albany, Saint Paul University y en University of Ottawa. Recibió un doctorado honorario en derecho de la Universidad de Long Island y, más recientemente, pasó cinco años en formación y estudios teológicos para el diaconado permanente en la diócesis católica de Austin.  Forbes tuvo su inicio en la política como asistente del presidente de la Asamblea del Estado de Nueva York, Perry B. Duryea, Jr. Fue asesor principal y asesor cercano de los senadores republicanos de los EE. UU. Al D'Amato y la representante de Estados Unidos, Connie Mack. En 1979, Forbes se unió a la campaña de George HW Bush como voluntario en Nueva York y nuevamente, en 1987, hizo una campaña en todo el estado en Maine para que Bush suceda a Ronald Reagan. El presidente Bush nombró a Forbes para un puesto de alto nivel en la Administración de Pequeños Negocios de los Estados Unidos en 1989. Sirvió cuatro años, y se fue en 1993 cuando el gobierno de Clinton asumió el cargo.
Forbes sigue participando activamente como miembro de la junta y miembro del comité del Camp Agawam sin fines de lucro, un campamento de verano propiedad de exalumnos en Raymond, Maine. Continúa con un amor apasionado por el campamento al que asistió por primera vez en 1965, ofreciéndose como voluntario y defensor a medida que se acerca a los 100 años de formación de hombres jóvenes en futuros líderes.

## Congresista
En 1994, Forbes se postuló en tres líneas de votación para la Cámara de Representantes: republicana, conservadora y derecho a la vida. Haciendo campaña como un conservador fiscal, derrotó al incumbente popular George Hochbrueckner por seis puntos porcentuales. Forbes consiguió un asiento en el poderoso comité de Apropiaciones, algo inusual para un representante de primer año, debido a sus vínculos con el nuevo presidente de la Cámara, Newt Gingrich. En diciembre de 1996, luego de que Gingrich fuera citado por irregularidades en la campaña, Forbes se convirtió en el primer republicano en anunciar que no votaría por Gingrich como orador. Forbes votó a favor del representante moderado Jim Leach en su lugar. A pesar de su historial de apoyo a varios programas del presidente Clinton, Forbes votó a favor del juicio político de Clinton.

### Interruptor de fiesta
El 17 de julio de 1999, Forbes cambió al Partido Demócrata después de reprender a los republicanos nacionales por ser "sordos" a las necesidades de los estadounidenses promedio. Aunque abrazado a nivel nacional por el presidente Bill Clinton, el líder demócrata de la Cámara de Representantes Dick Gephardt, los senadores estadounidenses Ted Kennedy y Max Cleland y otros demócratas del Senado y de la Cámara de Representantes, los demócratas liberales de Nueva York (particularmente la presidenta Judith Hope) se negaron a dar la bienvenida a Forbes en el Partido Demócrata por no cambiar su afinidad por prohibir el aborto.
Activistas en el Partido Demócrata del Condado de Suffolk reclutaron a una bibliotecaria de 71 años, Regina Seltzer, para desafiar a Forbes en la primaria demócrata del 2000.  Seltzer ganó un fallo judicial que detiene los anuncios del Partido Demócrata del estado para Forbes.

### Primaria perdida
Seltzer ganó las elecciones primarias del 2000 por 35 votos después de que los republicanos nacionales y estatales canalizaron $250,000 al esfuerzo de Seltzer. Seltzer fue derrotado por el republicano Félix Grucci en las elecciones de noviembre. Grucci sirvió un solo término en el Congreso, siendo derrotado en 2002 por el demócrata Tim Bishop, quien sirvió hasta 2015.

## Carrera posterior
Forbes está casado con Barbara Ann (Blackburn) Forbes y tiene cuatro hijos y seis nietos. En sus años posteriores al Congreso, Forbes trabajó como ejecutivo de relaciones públicas, abriendo su propia firma en 2001. Sus clientes incluían contratistas de la industria de la defensa, servicios financieros, proveedores de pagos por Internet, hogares de niños sin fines de lucro y otras pequeñas empresas que buscaban créditos federales.  También ha blogueado para el Huffington Post.
En 2008, ingresó a cinco años de formación y estudio teológico para convertirse en diácono permanente en la Iglesia católica. Fue ordenado en la Diócesis de Austin por el Obispo Joe S. Vásquez el 13 de abril de 2013. Sirve en la iglesia católica de Saint William, Round Rock, Texas.
Forbes obtuvo en 2016 títulos tanto eclesiásticos como civiles en derecho canónico (Iglesia), iuris canonici licentiate (JCL) y un Master in Canon Law (MCL) de Saint Paul University, Ottawa y la University of Ottawa, respectivamente. Él es un juez de tiempo completo en el tribunal eclesiástico de la Diócesis de Austin. El diácono Forbes es miembro de la Canon Law Society of America, la Canon Law Society de Gran Bretaña e Irlanda y la Canadian Canon Law Society.